# Альфа-лактальбумін
LALBA (англ. Lactalbumin alpha) – білок, який кодується однойменним геном, розташованим у людей на короткому плечі 12-ї хромосоми. Довжина поліпептидного ланцюга білка становить 142 амінокислот, а молекулярна маса — 16 225.
| 10         |  | 20         |  | 30         |  | 40         |  | 50         |
| ---------- |  | ---------- |  | ---------- |  | ---------- |  | ---------- |
| MRFFVPLFLV |  | GILFPAILAK |  | QFTKCELSQL |  | LKDIDGYGGI |  | ALPELICTMF |
| HTSGYDTQAI |  | VENNESTEYG |  | LFQISNKLWC |  | KSSQVPQSRN |  | ICDISCDKFL |
| DDDITDDIMC |  | AKKILDIKGI |  | DYWLAHKALC |  | TEKLEQWLCE |  | KL         |

A: Аланін

C: Цистеїн

D: Аспарагінова кислота

E: Глутамінова кислота

F: Фенілаланін

G: Гліцин

H: Гістидин

I: Ізолейцин

K: Лізин

L: Лейцин

M: Метіонін

N: Аспарагін

P: Пролін

Q: Глутамін

R: Аргінін

S: Серин

T: Треонін

V: Валін

W: Триптофан

Білок має сайт для зв'язування з іонами металів, іоном кальцію. 
Секретований назовні.